# Gissey-sur-Ouche
Gissey-sur-Ouche é uma comuna francesa na região administrativa da Borgonha-Franco-Condado, no departamento de Côte-d'Or. Estende-se por uma área de 14,5 km². Em 2010 a comuna tinha 363 habitantes (densidade: 25 hab./km²).